# 210 Isabella
A 210 Isabella a Naprendszer kisbolygóövében található aszteroida. Johann Palisa fedezte fel 1879. november 12-én.